# Платер-де-Броель, Адам Степанович
Граф Адам (Адам Альфред Густав) Степанович Платер-де-Броэль (пол. Adam Alfred Gustaw hr. Broel-Plater z Broelu h. wł.; 23 апреля 1836, Вильна — 24 декабря 1909, Швекшна) — российский общественный деятель, обер-гофмейстер (1903); Виленский губернский предводитель дворянства (1878—1908).

## Биография
Из дворян. Унаследовал Швекшну с селами Лигуце и Подубрыне, а также Александрово в Тельшевском уезде. После приобретения Вепры с фольварками владел 2473 десятинами.
В 1857 году стал почётным куратором гимназии в Свенчанах. В 1864—1878 годах — предводитель дворянства Россиенского уезда (Ковенская губерния), затем — Виленский губернский предводитель дворянства (24 ноября 1878 — 1908). В 1875 году был пожалован в камергеры, 30 августа 1879 — в действительные статские советники, 13 апреля 1886 — в шталмейстеры, 17 ноября 1903 — в обер-гофмейстеры.
С 1884 года состоял членом Английского клуба в Петербурге. В Вильнюсе возглавлял благотворительное общество, а также Виленский земельный банк.
Почетный мировой судья Виленского судебно-мирового округа. Председатель Совета Императорского Человеколюбивого общества.
С ранних лет интересовался археологией и нумизматикой; посетил Западную Европу, Грецию и ближний Восток. С 1860 года — член Виленской археологической комиссии и Петербургского археологического общества. Приобрёл собрание Зигмунда Чарнецкого; над каталогом его нумизматической коллекции в 1892 году работал Теофиль Револиньский. Вся коллекция А. С. Платера-де-Броэль вошла в собрание в Кшешовице. Около 450 археологических артефактов из коллекции в Швекшне перешли в музей Виленского общества друзей наук.

### Семья
Отец — Стефан Эмерик Броель-Платер (пол. Stefan Emeryk hr. Broel-Plater z Broelu h. wł.; 4 ноября 1799 — 14 января 1864, Вильна); мать — Алоиза Алина Жаба-Марцинкевич (пол. Alojza Alina Żaba-Marcinkiewicz h. Łabędź, 1800—1876, Кройцнах).
Сестра — Алоиза Флоряна Иоанна (пол. Alojza Floriana Joanna; 1834 — ?).
Брат — Густав Вильхельм Гжегож (пол. Gustaw Wilhelm Grzegorz; 1841, Вильна — 1912).
Жена (с 3 июля 1872) — Геновефа Пусловская (пол. Genowefa Pusłowska; 1852—1936), дочь графа Вандалина Пусловского (1814—1884) и Ядвиги Голомбек-Езерской (пол. Jadwiga hr. Gołąbek-Jezierska; 1827—1901).
- сын Мариан Стефан Вандалин (пол. Marian Stefan Wandalin; 1873—1951)[2]; женат на Людвике Марии Янине Холыньской (пол. Ludwika Maria Janina Hołyńska; 1888—1952); их дети[2]:
  - Мария (1909—1923)
  - Ежи (1913—1939)
  - Казимеж Отто (1915—2004) — шахматист; международный мастер (1950)
  - Анджей (1917 — ?)
- сын Юрий (Георгий; пол. Jerzy Floryan; 1875—1943)[2], окончил Пажеский корпус; с 1897 — корнет, с 1901 — поручик, с 1905 — штабс-ротмистр Кавалергардского Е.В.Г.И. Марии Фёдоровны полка[7][8]; женат на Янине Броель-Платер (пол. Janina hr. Broel-Plater; 1892—1940); их сын[2]:
  - Александр Адам (1914 — ?).

## Награды
- орден Святого Владимира 2 степени (1894)[5]
- орден Белого Орла (1896)[5]
- Орден Святого Александра Невского (9 апреля 1900)[9].